# Eslāmīyeh
Eslāmīyeh (persiska: Bāghestān-e Ferdows, اسلامیه, Beheshtābād) är en ort i Iran.   Den ligger i provinsen Khorasan, i den östra delen av landet, 700 km öster om huvudstaden Teheran. Eslāmīyeh ligger 1 333 meter över havet och antalet invånare är 5 167.
Terrängen runt Eslāmīyeh är huvudsakligen platt, men norrut är den kuperad.Runt Eslāmīyeh är det mycket glesbefolkat, med 5 invånare per kvadratkilometer. Närmaste större samhälle är Ferdows, 5,4 km sydväst om Eslāmīyeh. Trakten runt Eslāmīyeh är ofruktbar med lite eller ingen växtlighet.